# Joan Amèric
Joan Américo i Ortega, conegut amb el nom artístic de Joan Amèric (Alzira, Ribera Alta, 19 de març de 1964), és un cantautor que s'inscriu en la darrera fornada de veus de la cançó en català. Començà la seva trajectòria en solitari a mitjan anys 80 amb diverses actuacions pel País Valencià, algunes de les quals obrien els concerts d'artistes consolidats com Maria del Mar Bonet o Lluís Llach.
El 1987 guanya el 10è Concurs de Cançó de Salitja amb la cançó La idea podria enamorar-te.
Després d'obtenir força èxit amb els directes i el reconeixement de la crítica per les seves cançons, enregistrà el primer disc de llarga durada: Tornar a l'aigua (CBS, 1989), produït per Lluís Llach, que presentà amb èxit en diversos indrets dels Països Catalans. La seva carrera va seguir amb Escala de colors (Picap, 1992), Ànima, diari de les hores blaves (Picap, 1995) i Obert (Discmedi, 2000). El 2012 va publicar Directament, l'enregistrament en viu del concert de cloenda del Barnasants 2011. El 2012 va rebre el premi Barnasants al millor concert de la secció oficial.
L'obra de Joan Amèric destaca pel protagonisme de la veu en les cançons, una veu suggestiva que alguns han qualificat de sensual, per la diversitat d'estils musicals en què es mou i per la força lírica dels seus textos, de temàtica amorosa i compromesa.

## Discografia
- Tornar a l'aigua (CBS, 1989)
- Escala de colors (Picap, 1992)
- Ànima. Diari de les hores blaves (Picap, 1995)
- Obert (Discmedi, 2000)
- Directament (2012)